# NGC 1491
NGC 1491 è una nebulosa a emissione, visibile nella costellazione di Perseo.

## Osservazione
La nebulosa si individua nella parte settentrionale della costellazione, al confine con la Giraffa; è possibile localizzarla con facilità, trovandosi a circa 2° in direzione NNW dalla stella λ Persei, una subgigante bianca di magnitudine 4,25 ben visibile ad occhio nudo. Può essere individuata anche con un telescopio amatoriale di media potenza, meglio con l'ausilio di filtri.
La sua declinazione fortemente settentrionale fa sì che essa possa essere osservata agevolmente durante gran parte delle notti dell'anno dall'emisfero boreale, mentre dall'emisfero australe la sua osservazione è penalizzata; il periodo in cui raggiunge la più alta elevazione sull'orizzonte è compreso fra i mesi di ottobre e febbraio.

## Caratteristiche
NGC 1491 è una regione H II situata sul bordo di una vasta regione occupata da nubi di gas neutro; la fonte della ionizzazione dei gas della nube proviene dal vento stellare della stella BD+50° 886, una stella blu di classe spettrale O5 di magnitudine 11,22, dall'elevata temperatura superficiale, che produce un fronte di ionizzazione che avanza alla velocità di 0,03 s−1. Strutturalmente si tratta di una nube evoluta, una delle poche conosciute ad essere ionizzate da una stella di classe O5 non fuggitiva, facente parte del Braccio di Perseo; la sua fase evolutiva avanzata è indicata dal fatto che al suo interno non è stato scoperto alcun maser, né ad acqua né a OH. Centrata sulla stella ionizzante è presente una struttura ad anello aperto, una sorta di bolla aperta sul lato orientale, il cui spessore è compreso fra 0,05 e 0,1 parsec, che mostra quattro condensazioni catalogate da A a D; la struttura è causata dall'azione dell'onda d'urto della materia espulsa dalla stella in un passato relativamente recente. Questa perdita di materia sembra ora essere assente. Un fenomeno simile è ben evidente nella nebulosa NGC 7635. La densità del gas diminuisce con la distanza da questa struttura ad anello aperto.